# 아오키 마리코 현상

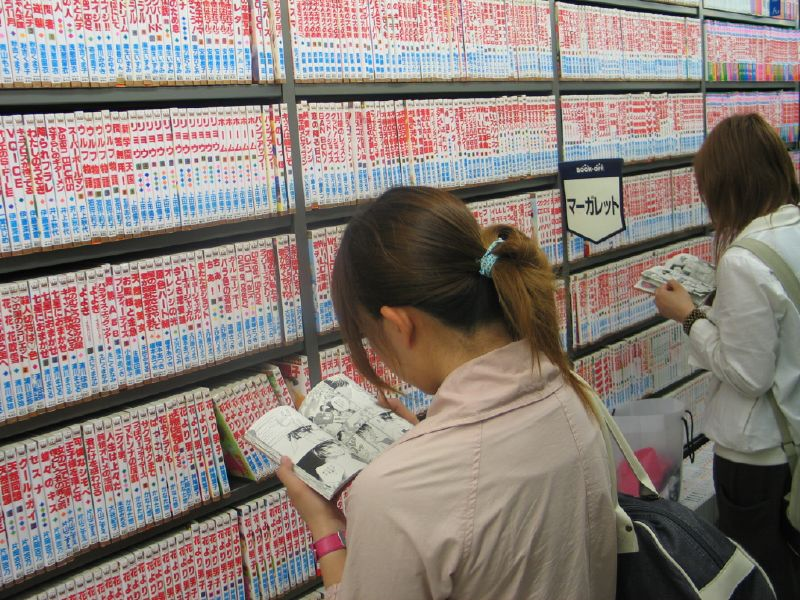
일본의 서점

아오키 마리코 현상(일본어: 青木まりこ現象)은 서점에 갔을 때, 화장실에 가고 싶어지는 현상이다. 의학적으로는 해명되어 있지 않지만 다수의 사람들에게 공통적 인 현상이다. 일본의 도시전설의 하나이다. 1985년에 아오키 마리코라는 여성이 잡지사에 한 통의 편지를 보냈다. 서점에서 책을 읽을 때마다, 때때로 화장실이 급해지곤한다는 내용이었다.

## 같이 보기
- 변소식